# 코드: 리얼라이즈 ~창세의 공주~
코드: 리얼라이즈 ~창세의 공주~(Code: Realize)
Otomate가 플레이스테이션 비타용으로 개발한 오토메 비주얼 노벨 비디오 게임으로, 일본에서는 2014년, 북미와 유럽에서는 2015년에 출시되었다. 이 게임은 스팀펑크 미학과 아르센 뤼팽(Arsène Lupin), 에이브러햄 반 헬싱(Abraham Van Helsing), 빅터 프랑켄슈타인(Victor Frankenstein), 임페이 바르비케인(Impey Barbicane), 생제르맹 백작(Count Saint-Germain) 등 문학 및 역사적 인물들의 등장을 특징으로 한다. 두 개의 팬 디스크인 Code: Realize − Future Blessings, 및 Code: Realize - Wintertide Miracles는 각각 2016년 11월 26일과 2019년 2월 14일에 출시되었다. 악시스 게임스는 두 게임을 모두 영어로 현지화했다. M.S.C가 제작한 애니메이션 TV 시리즈는 2017년 10월 7일부터 12월 23일까지 방영되었다.